# Elisabeth Sladen
Elisabeth Clara Heath-Sladen (Liverpool, Reino Unido, 1 de febrero de 1946-Southall, Londres, 19 de abril de 2011) fue una actriz británica de televisión conocida por su papel como Sarah Jane Smith en la serie británica Doctor Who y su spin-off, The Sarah Jane Adventures. Apareció como personaje regular de la serie Doctor Who desde 1973 hasta 1976, junto con Jon Pertwee y Tom Baker y reinterpretó el papel en muchas ocasiones en las décadas siguientes. Sladen estuvo casada con el también actor Brian Miller desde 1968 hasta su muerte. Su hija, Sadie Miller, también participó con ella en varias producciones.

## Carrera

### Primeros años
El padre de Elisabeth, Tom Sladen, luchó en la Primera Guerra Mundial y sirvió en la Home Guard durante la Segunda Guerra Mundial. Murió a mediados de la década de 1990. El apellido de soltera de su madre Gladys era Trainer, un apellido irlandés frecuente en Liverpool, donde había nacido. Elisabeth fue hija única y pronto desarrolló interés por la actuación, recibiendo clases de danza cuando tenía cinco años y participando en una producción del Royal Ballet. Fue compañera de clase de primaria de Edwina Currie y participó en al menos una producción escolar con ella. Otro compañero de Elisabeth fue Peter Goldsmith, futuro Abogado General. Finalmente Elisabeth decidió dedicarse a la actuación, y tras finalizar los estudios, recibió estudios dramáticos durante dos años.
Comenzó a trabajar con una compañía teatral en la Liverpool Playhouse como ayudante del director de escena. Su primera aparición en el escenario fue interpretando un cadáver, junto a su futuro esposo, Brian Miller, que interpretaba a un médico. En esta primera etapa no consiguió papeles muy destacados a pesar de sus intentos de participar con más frecuencia en escena. En 1965 realizó su primera aparición cinematográfica en un papel sin créditos como extra en la película Ferry Cross the Mersey. Finalmente Elisabeth consiguió un trabajo estable, viajando con una compañía teatral por varias localizaciones de Inglaterra. Terminó casándose con el actor Brian Miller y se trasladaron a Manchester, donde pasaron tres años. Apareció en numerosos papeles, como Desdémona en Otelo, su primer papel protagonista. También compartió escenario con su marido en la comedia How The Other Half Loves (1969), de Alan Ayckbourn. También recibió varios papeles en Leeds Radio y Granada Television, apareciendo como camarera en 1970 en seis episodios de la serie Coronation Street. En 1971, Elisabet apareció en dos episodios de Z Cars. Al año siguiente comenzó a trabajar en Londres, donde se trasladó con su marido, aunque le costó un poco adaptarse a la gran ciudad. Su primer papel en televisión en Londres fue como terrorista en un episodio de la serie Doomwatch. Actuó como actriz invitada en Z Cars, Public Eye, Some Mothers Do 'Ave' Em y Special Branch.

### Sarah Jane Smith (1973-1976, 1981, 1983 y 2006-2011)
En el año 1973 la actriz Katy Manning, que interpretaba a Jo Grant, la ayudante del Tercer Doctor (Jon Pertwee) en Doctor Who, dejó la serie. El productor Barry Letts estaba buscando una sustituta cuando el productor de Z Cars (Ron Craddock) le recomendó a Elisabeth Sladen de forma muy entusiasta. Elisabeth llegó a la audición sin saber que era para interpretar a la nueva compañera del Doctor. Le presentaron a Jon Pertwee, que le pareció un poco intimidante. Finalmente le ofrecieron el papel y aceptó interpretar a la periodista de investigación Sarah Jane Smith. Participó en Doctor Who durante tres temporadas y media con Jon Pertwee como el Tercer Doctor y con Tom Baker como el Cuarto Doctor, recibiendo apoyo popular y de la crítica por su papel como Sarah Jane. Cuando dejó la serie en 1976 en el episodio The Hand of Fear, se convirtió en una noticia en el mundo de la televisión, ya que anteriormente sólo el cambio de Doctor había despertado atención.
Elisabeth volvió a interpretar al personaje de Sarah Jane Smith en numerosas ocasiones. En 1981 el productor John Nathan-Turner le pidió que volviera a la serie para conectar la transición de Tom Baker al Quinto Doctor (Peter Davison). Ella lo rechazó, pero aceptó su segunda oferta de hacer un episodio piloto para una serie spin-off llamada K-9 and Company, coprotagonizada con K-9, el popular perro robótico de Doctor Who. Sin embargo, este episodio no llegó a convertirse en serie. Dos años después Elisabeth apareció en el especial 20 aniversario The Five Doctors. Reinterpretó su papel en el especial de 1993 Dimensions in Time y en la producción de vídeo Downtime junto al brigadier Lethbridge-Stewart (Nicholas Courtney y Victoria Waterfield (Deborah Watling). Fue su última aparición como Sarah Jane Smith durante varios años. Elisabeth interpretó a Sarah Jane en varios programas radiofónicos. Dos de ellos fueron producidos por BBC Radio, The Paradise of Death (1993) y The Ghosts of N-Space (1996), junto con Jon Pertwee y Nicholas Courtney. Big Finish Productions también produjo dos series radiofónicas de las aventuras de Sarah James Smith en 2002 y 2006. Su hija Sadie participó en la serie. En años posteriores Elisabeth Sladen también participó con comentarios y entrevistas en los DVD de la serie del Doctor Who.
Tras la exitosa reaparición de Doctor Who en 2005 Elisabeth participó como actriz invitada reinterpretando a Sarah Jane en School Reunion, un episodio de la serie junto a John Leeson, que también regresó como la voz del perro robótico K-9 y David Tennant como el Décimo Doctor. Tras su exitoso regreso, Elisabeth protagonizó The Sarah Jane Adventures, un spin-off de Doctor Who enfocado en Sarah Jane Smith, producido por BBC Wales para CBBC y creado por Rusell T. Davies. y fue renovada para una segunda temporada de 12 episodios, que fue emitida a finales de 2008. La tercera temporada fue emitida en otoño 2009 y la cuarta en octubre de 2010. Elisabeth también leyó dos historias originales audiofónicas para The Sarah Jane Adventures, Public Eye, que fueron estrenadas en noviembre de 2007 en CD: The Glittering Storm por Stephen Cole y The Thirteenth Stone por Justin Richards. Esta fue la primera ocasión en que BBC Audiobooks había encargado nuevo contenido para su salida al mercado en formato audio de forma exclusiva. Dos nuevas historias de audio ("Ghost House" y "Time Capsule") se publicaron en noviembre de 2008, ambas leídas de nuevo por Sladen. También apareció en los dos episodios finales de Doctor Who en 2008, The Stolen Earth y Journey's End. También realizó un cameo en la conclusión The End of Time, el último episodio de David Tennant como el Doctor.

### Tras Doctor Who
Tras Doctor Who, Elisabeth Sladen regresó a Liverpool con su marido y realizó otros trabajos como actriz. Con el nacimiento de su hija Sadie en 1985 decidió dedicarse a su familia, salvo ocasionales apariciones en televisión. Desde 1996 no volvió a aparecer en pantalla hasta 2006.

## Vida personal
Elisabeth Sladen estuvo casada con el actor Brian Miller desde 1968 hasta su muerte. Su hija, Sadie Miller, apareció con ella en varias producciones. Con seis años, Sadie Miller apareció con su madre en el documental Thirty Years in the TARDIS, llevando una réplica del Andy Pandy que su madre llevó en el episodio The Hand of Fear.
Elisabeth falleció el 19 de abril de 2011 a los 65 años, víctima del cáncer que había sufrido durante muchos meses.
El 23 de abril de 2011, se emitió un programa especial de homenaje titulado My Sarah Jane Smith.